# Massariosphaeria triseptata
Massariosphaeria triseptata är en svampart som beskrevs av Leuchtm. 1987. Massariosphaeria triseptata ingår i släktet Massariosphaeria, ordningen Pleosporales, klassen Dothideomycetes, divisionen sporsäcksvampar och riket svampar.   Inga underarter finns listade i Catalogue of Life.